# Patrice Munsel
Patrice Munsel (ur. 14 maja 1925 w Spokane w stanie Waszyngton, zm. 4 sierpnia 2016 w Schroon Lake w stanie Nowy Jork) – amerykańska śpiewaczka operowa, sopran.

## Życiorys
Studiowała w Nowym Jorku u Williama Hermana i Renato Belliniego. W 1943 roku wygrała coroczny konkurs radiowy organizowany przez Metropolitan Opera i otrzymała angaż do tego teatru operowego, gdzie debiutowała rolą Filiny w Mignon Ambroise’a Thomasa pod batutą Thomasa Beechama. W Metropolitan Opera występowała do 1958 roku, gościnnie śpiewała także w Europie. Kreowała m.in. role Łucji w Łucji z Lammermooru, Rozyny w Cyruliku sewilskim, Olimpii w Opowieściach Hoffmanna, Królowej Szemachańskiej w Złotym koguciku, Despiny w Così fan tutte, Zerliny w Don Giovannim, Adeli w Zemście nietoperza, Gildy w Rigoletcie. Zagrała rolę Nellie Melby w filmie biograficznym Melba z 1953 roku.
W latach 50. zakończyła swoją krótkotrwałą karierę operową, podjęła występy w operetkach i na Broadwayu.